# Modestino Kanto
Modestino Kanto (Campos, 8 de setembro de 1889 — Rio de Janeiro, 22 de outubro de 1967) é um escultor brasileiro. 
Ingressou em 1908 na Escola Nacional de Belas Artes, estudando escultura com Rodolfo Bernardelli. Foi premiado no mesmo ano com uma bolsa de estudos na Europa. 
Na França, estudou com Paul Landowsky, que posteriormente iria esculpir a estátua do Cristo Redentor. De volta ao Brasil passou a lecionar no Liceu de Artes e Ofícios do Rio de Janeiro. 
Entre suas obras mais conhecidas estão as alegorias da Independência e da Proclamação da República e o monumento ao marechal Deodoro da Fonseca, no Rio de Janeiro, assim como o Busto de Araribóia, confeccionado em 1911, que esteve na Praça Arariboia,Praça Arariboia centro de Niterói, até ser movida para o bairro São Lourenço dos Índios. 
1. ↑  GUIMARÃES, Emerson de Carvalho. "PARA ALÉM DO TOMBAMENTO." (PDF). [S.l.: s.n.] p. 58